# Chiesa di San Mauro (Trambileno)
La chiesa di San Mauro è la chiesa parrocchiale di Moscheri, frazione e sede municipale di Trambileno in Trentino. Risale al XV secolo.

## Storia

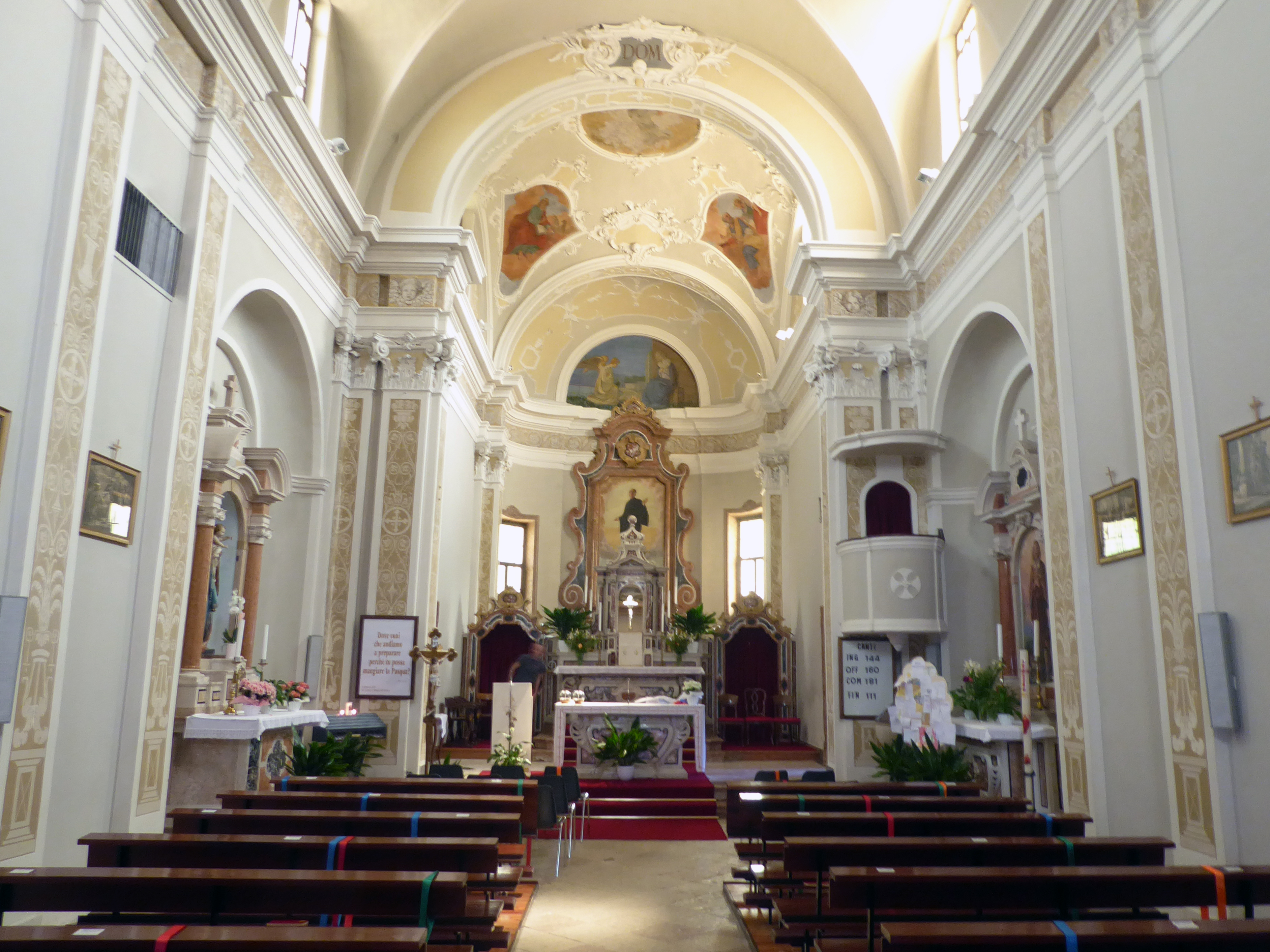
Interno

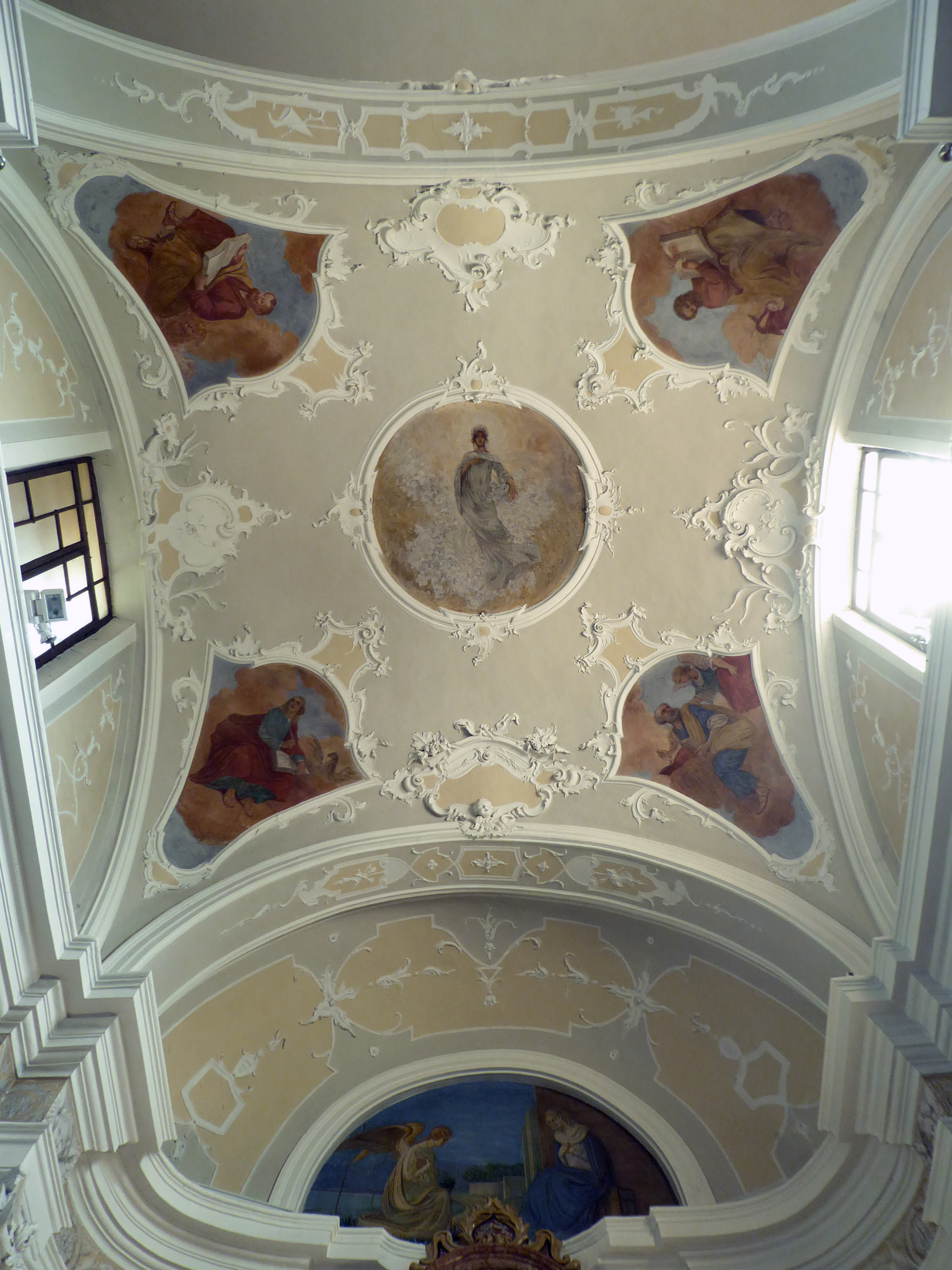
Affreschi del presbiterio

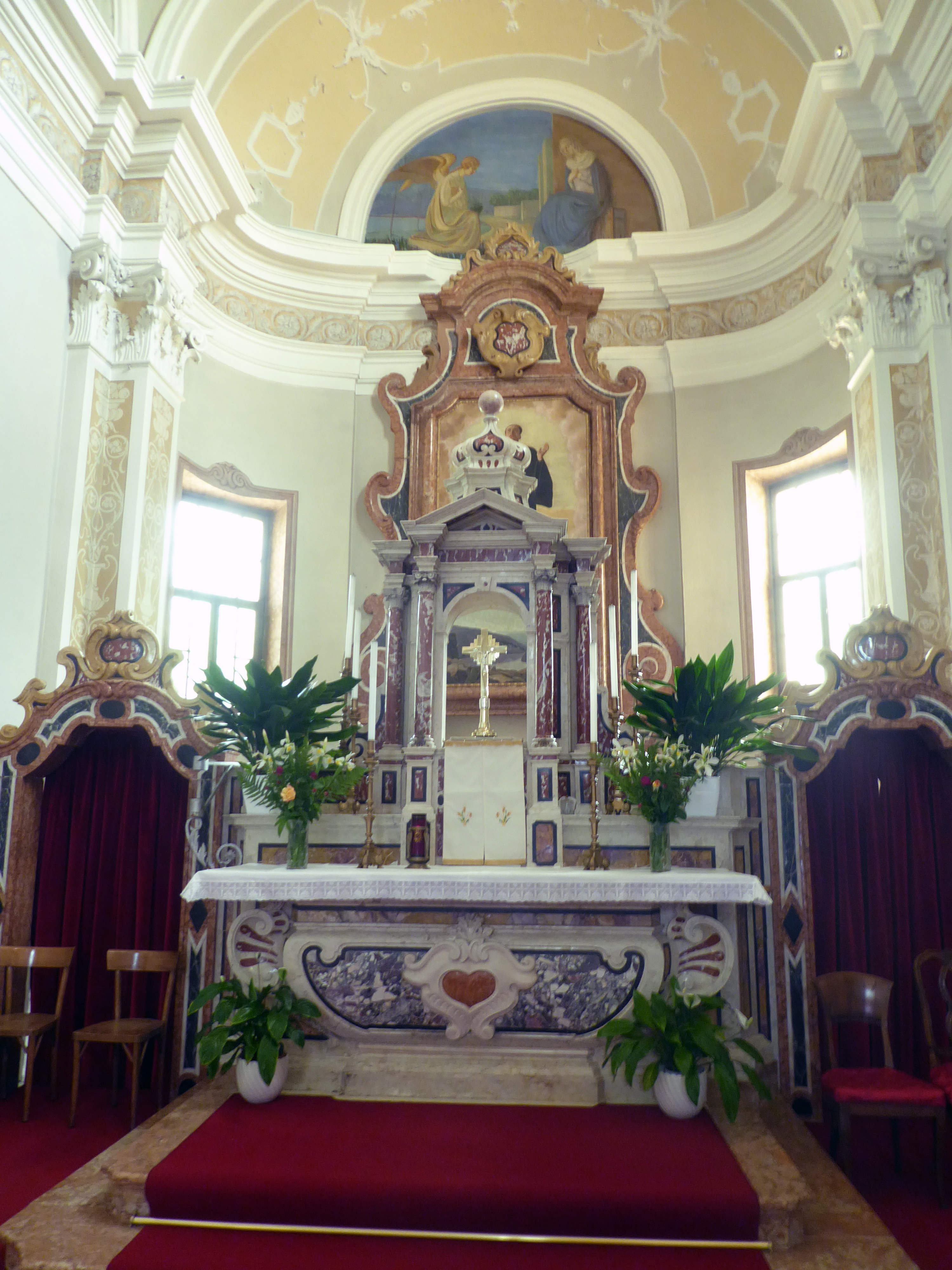
Altare maggiore

La prima documentazione scritta che cita la chiesa di San Mauro a Moscheri di Trambileno risale al 1468.
L'edificio fu oggetto di riedificazione, a partire dal 1551, e ottenne dignità curaziale nel 1552 distaccandosi dalla pieve di San Floriano di Lizzana.
La solenne consacrazione venne celebrata nel 1574; poi, nel 1582, San Mauro divenne sussidiaria della pieve di Rovereto. Verso la fine del secolo ebbe la concessione del fonte battesimale.
Nel penultimo decennio del XVIII secolo l'edificio originario venne modificato in modo sostanziale con la demolizione della parte absidale e l'elevazione della navata. Si ottenne così un ampliamento con una nuova campata, nuove cappelle laterali e nuovo presbiterio. Alla fine della ricostruzione la chiesa venne benedetta e subito dopo iniziò l'opera di decorazione degli interni con affreschi (di anonimo pittore trentino) e stucchi attribuiti a Giuseppe Canonica ed alla sua bottega.
Nuovi interventi decorativi vennero realizzati all'inizio del XX secolo da Umberto Moggioli e, nel 1913, la chiesa venne elevata a dignità parrocchiale.
Il primo conflitto mondiale provocò enormi danni alla chiesa, ma anche tutto l'abitato di Moscheri fu duramente colpito e fu teatro di atti di eroismo. In particolare il maggiore Felice Chiarle cadde durante un contrattacco nel 1916 e fu decorato con la medaglia d'oro alla memoria. La chiesa venne colpita nella torre campanaria e nella cappella della Madonna del Rosario. Nel primo dopoguerra fu restaurata e sino al 1925 si procedette con interventi sia strutturali sia sulle decorazioni. Vittorio Casetti decorò gli interni e anche il portale maggiore che racchiude nella sua cornice superiore l'immagine di San Mauro. 
In questi interventi fu abbattuta l'antica torre campanaria, non più recuperabile, e ne venne innalzata una nuova, posta di lato al presbiterio.
In seguito venne realizzata la decorazione del catino absidale con l'immagine dell'Annunciazione, opera di Vittorio Casetti e, nel 1937, fu celebrata la riconsacrazione.
Negli anni sessanta furono realizzati interventi manutentivi straordinari che toccarono quasi tutto l'edificio con tinteggiature, adeguamento liturgico, rinnovo degli impianti ed elettrificazione del movimento delle campane.
Gli ultimi interventi si sono avuti nel biennio 1982-1983 e poi nel 2009.